# Sanssac-l'Église
Sanssac-l'Église è un comune francese di 1 051 abitanti situato nel dipartimento dell'Alta Loira della regione dell'Alvernia-Rodano-Alpi.

## Società

### Evoluzione demografica
Abitanti censiti